# برنامه جهانی غذا
برنامه جهانی غذا (به انگلیسی: (World Food Programme (WFP) شاخهٔ کمک غذایی سازمان ملل متحد و بزرگ‌ترین نهاد انسانی جهان در زمینه امنیت غذایی و رفع گرسنگی است. این سازمان از طریق اداره مرکزی خود در رم و بیش از ۸۰ دفتر در کشورهای دیگر، جهت کمک به مردمی که قادر به تأمین غذای کافی جهت اعضای خانواده خود نیستند تلاش می‌کند. برنامه جهانی غذا در ۲۰۲۰ به دلیل تلاش‌های این سازمان برای کمک در مناطق دنیاگیری کرونا ویروس (کووید ۱۹) برنده جایزه نوبل صلح شد.

## تاریخچه
برنامه جهانی غذا در سال ۱۹۶۱ پس از کنفرانس سازمان غذا و کشاورزی (FAO) در ۱۹۶۰ تأسیس شد، زمانی که جورج مک گاورن، مدیر برنامه‌های غذا برای صلح ایالات متحده، پیشنهاد ایجاد یک برنامه کمک غذایی چند جانبه را ارائه داد. برنامه جهانی غذا اولین برنامه‌های خود را در سال ۱۹۶۳ توسط فائو و مجمع عمومی سازمان ملل متحد به صورت آزمایشی سه ساله و با پشتیبانی از جمعیت نوبیا در وادی هلفا سودان آغاز کرد. در سال ۱۹۶۵، برنامه به‌طور مستمر گسترش یافت.

## پیش زمینه
برنامه جهانی غذا در طیف گسترده‌ای از اهداف توسعه پایدار کار می‌کند، به دلیل این واقعیت که کمبود غذا، گرسنگی و سوءتغذیه باعث سلامتی ضعیف می‌شود، که متعاقباً بر سایر مناطق توسعه پایدار مانند آموزش، اشتغال و فقر تأثیر می‌گذارد (به ترتیب اهداف چهارم هشتم و یکم توسعه پایدار).
همه گیر COVID-19 در سال ۲۰۲۰ فشار قابل توجهی بر تولید محصولات کشاورزی وارد کرده‌است، ارزش جهانی و زنجیره تأمین را مختل کرده‌است. متعاقباً، این مسئله باعث سوءتغذیه و تأمین ناکافی غذا به خانوارهایی می‌شود که فقیرترین آنها به شدت تحت تأثیر قرار گرفته‌اند. این امر باعث می‌شود «۱۳۲ میلیون نفر دیگر در سال ۲۰۲۰ از سوءتغذیه رنج ببرند».

## بودجه
عملیات برنامه جهانی غذا از طریق کمک‌های داوطلبانه عمدتاً از طرف دولت‌های جهان و همچنین از طریق شرکت‌ها و اهدا کنندگان خصوصی تأمین می‌شود. در سال ۲۰۱۸، بودجه ۷٫۲ میلیارد دلار بودجه بود که بیشترین کمک کننده‌ها دولت ایالات متحده (۲٫۵ میلیارد دلار) و اتحادیه اروپا (۱٫۱ میلیارد دلار) بود. مشارکت‌های اهداکنندگان عمدتاً به بالاترین سطح، بحران‌های گرسنگی ناشی از منازعات هدایت می‌شد، و برای پرداختن به موارد اضطراری با سطح پایین‌تر، یا کارهای استراتژیک، هزینه کمتری در نظر می‌گرفت.

## اهداف و راهبردها
برنامه جهانی غذا در راستای رسیدن به اهداف اصلی خود یعنی ریشه کن کردن گرسنگی و سوء تغذیه بواسطه رفع نیازهای غذایی تلاش می‌کند.
برنامه جهانی غذا پنج هدف استراتژیک دارد که عبارت است از:
1. نجات جان افراد و حمایت از امرار معاش در مواقع اضطراری
2. جلوگیری از گرسنگی حاد و سرمایه‌گذاری برای آمادگی در مقابل بلایای طبیعی و کاهش اثرات آن
3. بازگرداندن و بازسازی زندگی و امرار معیشت‌ها بعد از جنگ و بلایای طبیعی یا در شرایط گذار
4. کاهش گرسنگی مزمن و کمبود تغذیه ای
5. تقویت توانائی ملت‌ها برای مهار گرسنگی از طریق سیاست‌های واگذاری و خرید محلی

از مجموعه فعالیت‌های برنامه جهانی غذا می‌توان موارد زیر را نام برد:
- مقابله با کمبود ریز مغذی‌ها
- سعی در کاهش مرگ و میر کودکان
- بهبود سلامتی مادران
- مبارزه با بیماری‌هایی از قبیل اچ آی وی
- پروژه‌های غذا در ازای کار که به ارتقاء محیطی و ثبات اقتصادی و فرهنگی محصولات کمک می‌نماید.

## فعالیت‌ها

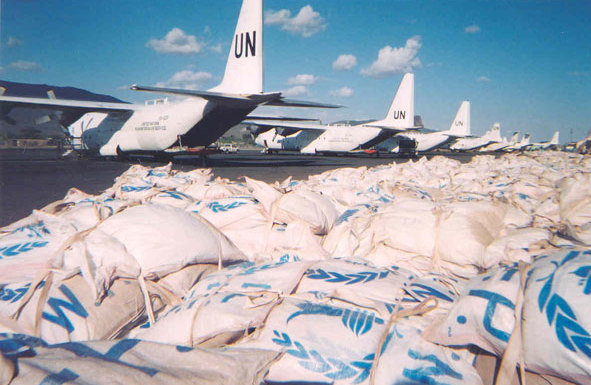
هواپیمای سازمان ملل متحد غذا را برای منطقه رومبک در جنوب سودان حمل می‌کند (۲۰۰۴).

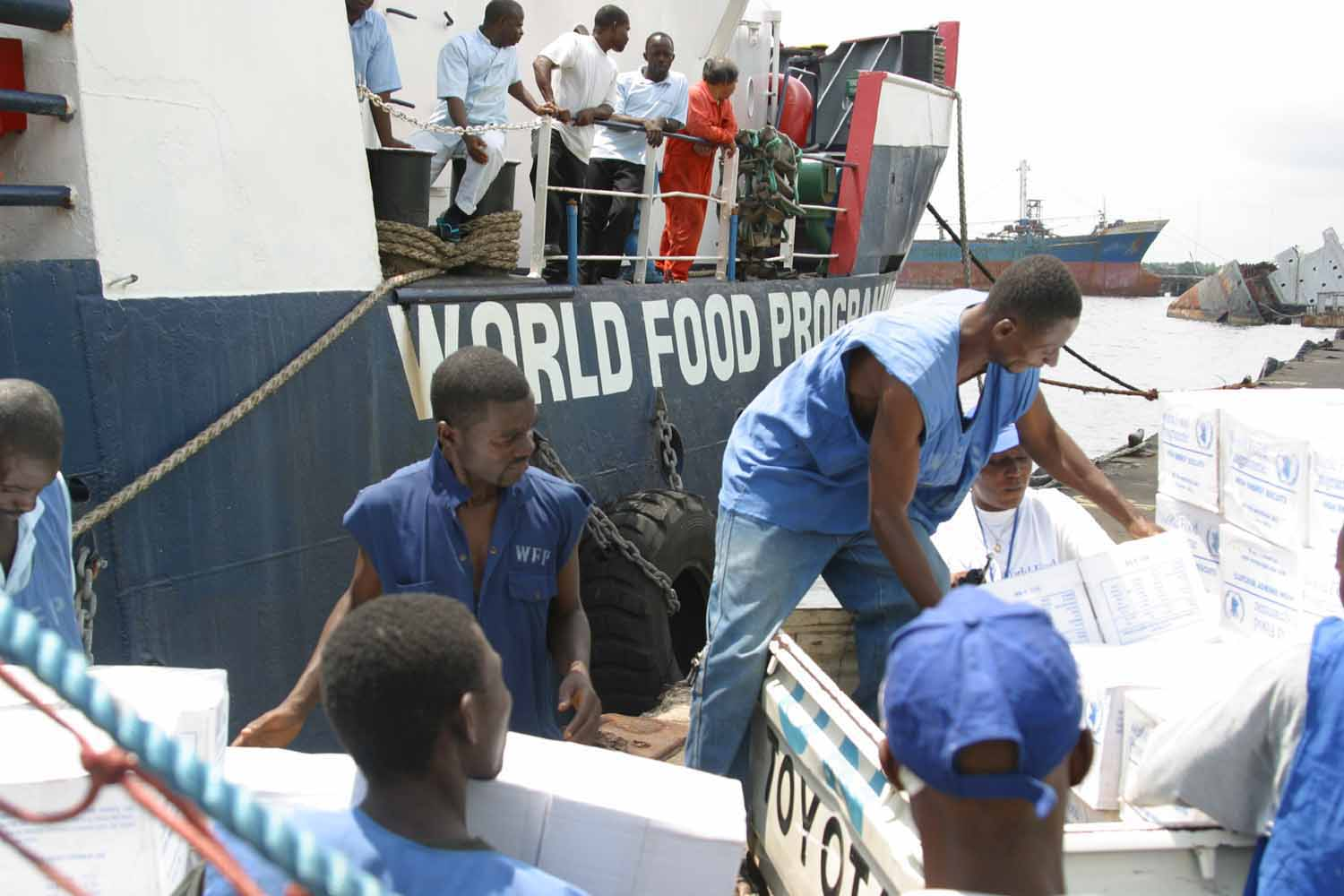
برنامه جهانی غذا طی Free Task Force Liberia در سال ۲۰۰۳ کمک‌های بشردوستانه را در Freeport Monrovia تخلیه می‌کند.

برنامهٔ جهانی غذا با هدف خاتمهٔ گرسنگی کودکان، بیشتر کمک‌های خود را بر روی زنان و کودکان متمرکز می‌کند. در سال ۲۰۰۵، مساعدت‌های غذایی جهت ۵۸ میلیون نفر کودک، که ۳۰ درصد آن‌ها زیر پنج سال بودند، تدارک دیده‌شد. برنامه‌های غذایی مدرسه‌ای در ۷۴ کشور به دانش‌آموزان مبنی بر مطالعات آن‌ها و ترغیب والدین ایشان به فرستادن بچه‌های‌شان، مخصوصاً دختران به مدرسه کمک می‌کند.
در سال ۲۰۰۶، برنامه جهانی غذا ۴ میلیون تن غذا را بین ۸/۸۷ میلیون نفر از مردم در ۷۸ کشور توزیع نمود؛ در عملیاتهای اضطراری ۴/۶۳ میلیون نفر از بهره برداران، شامل قربانیان جنگ‌ها، حوادث طبیعی و ورشکستگان اقتصادی در کشورهایی همچون سومالی، لبنان و سودان مورد کمک واقع شدند. هزینه‌های مستقیم با ۲/۹ میلیارد دلار آمریکا، بیشترین میزان صرف هزینه بر روی عملیات نجات بلند مدت و عملیات ترمیمی را بخود اختصاص داد. بزرگ‌ترین عملیات کشوری برنامه جهانی غذا در سال ۲۰۰۶ در کشور سودان بود. در دارفور، سطح پوشش برنامه به ۴/۳ میلیون نفر رسید.
در سال ۲۰۰۸، برنامه جهانی غذا پروژه آزمایشی پنج ساله خرید برای پیشرفت (P4P) را هماهنگ کرد. P4P با ارائه فرصت‌هایی برای دسترسی به بازارهای کشاورزی و تبدیل شدن به بازیگران رقابتی در بازار، به کشاورزان خرده‌پا کمک می‌کند. این پروژه در ۲۰ کشور آفریقا، آسیا و آمریکای لاتین انجام شد و ۸۰۰۰۰۰ کشاورز را در زمینه بهبود محصولات کشاورزی، مدیریت پس از برداشت محصول، تضمین کیفیت، بازاریابی گروهی، دارایی کشاورزی و قرارداد با برنامه جهانی غذا آموزش داد. این پروژه منجر به تولید ۳۶۶٬۰۰۰ تن غذا و تولید بیش از ۱۴۸ میلیون دلار درآمد برای کشاورزان خرده مالک آن شد.
در سال ۲۰۱۰، برنامه جهانی غذا با توزیع کمک‌های غذایی فقط به زنان به زلزله ۲۰۱۰ هائیتی پاسخ داد، زیرا تجارب بیش از پنج دهه کار در شرایط اضطراری نشان داده‌است که دادن غذا فقط به زنان به توزیع یکنواخت آن در بین خانوارها کمک می‌کند. برنامه‌های تغذیه از مدرسه یا سهمیه بردن از خانه در ۷۱ کشور به دانش آموزان کمک می‌کند تا بر تحصیل خود تمرکز کنند و والدین را ترغیب می‌کنند فرزندان خود، به ویژه دختران را به مدرسه بفرستند.

## تأمین بودجه
عملیات‌های برنامهٔ جهانی غذا توسط کمک‌های بلاعوض از دولت‌های جهان، شرکت‌ها و اعطاکنندگان خصوصی تأمین
می‌شود. در سال ۲۰۰۵ اعانات برنامه به ۸/۲ میلیارد دلار رسید. تمامی هدایا کاملاً داوطلبانه بودند. هزینه‌های مجریان سازمانی تنها هفت درصد - یکی از پایین‌ترین و بهترین میزان‌ها در زمره آژانس‌های کمکی می‌باشند. برنامه‌ای همچون ۶ نوامبر، سال ۲۰۰۶ توسط جوزت شییران شاینر، کسی که سابقاً در مجلس ایالتی آمریکا تحت عنوان منشی اقتصادی، بازرگانی، و فعالیت‌های فرهنگی و به عنوان ویراستار واشینگتن تایمز فعالیت نموده‌بود، سرپرستی شده‌است.

## تلاش‌های گراسروتز
در سال ۲۰۰۴، برنامهٔ جهانی غذا آبوران یونیورسیتی را با عنوان سرپرستی اولین مقابله برنامه‌ریزی دانشجویان ضد گرسنگی به کار گماشت. آبوران کمیتهٔ نوزده را تأسیس کرد که نه تنها انجمن‌ها و اجتماعات وقایع هشدار دهنده گرسنگی را رهبری کرده‌است، بلکه همچنین تقابلی را مبتنی بر مدل‌سازی گرسنگی جهت استفاده در دانشگاه‌های سراسر کشور گسترش داده‌است.
برنامهٔ جهانی غذا اقدام به جلب یک حمایت جهانی و جمع‌آوری وجوه نموده که پیاده‌روی جهان نامیده‌شد. هرساله، در یک روز خاص، هزاران نفراز مردم مناطق جغرافیایی نقاط مختلف سراسر جهان جهت اقامهٔ دعوی خاتمه گرسنگی کودکان، پیاده‌روی می‌کنند. در سال ۲۰۰۵، بیش از ۲۰۰۰۰۰ نفر از مردم در ۲۹۶ منطقه پیاده‌روی کردند. در سال ۲۰۰۶، ۷۶۰۰۰۰ شرکت‌کننده در ۱۱۸ کشور سراسر جهان وجود داشت. این عمل بخشی از یک سلسله عملیات جهت دستیابی به گسترش اهداف هزاره، به‌ویژه نصف کردن شماری از مردم خواهد بود که پیش‌بینی می‌گردد در سال ۲۰۱۵ از فقر و گرسنگی رنج برند، می‌باشد.
در سال ۲۰۰۶، کمیته نوزده اقدام به برگزاری نشستی جهت مقابله گرسنگی نمود که در آن نمایندگانی از ۲۹ دانشگاه شرکت نمودند. در این نشست، نوعی مدل تقابل دانشجوئی ارائه گشت که با حمایتی قاطع روبرو شد.

## ایران دارای ششمین جمعیت پناهجو در جهان است
- جمهوری اسلامی ایران قریب به ۲۹ سال است که پذیرای پناهندگان افغان می‌باشد. اولین موج پناهجویان افغان در نتیجهٔ اشغال اتحاد جماهیر شوروی در سال ۱۹۷۹ میلادی (۱۳۵۸ هجری شمسی) به سمت ایران روان گردید و با ادامه جنگ تا سال ۱۹۹۳ میلادی (۱۳۷۲ هجری شمسی) تداوم داشت. دومین سیل پناهندگان افغان در جریان حکومت طالبان از سال ۱۹۹۴ میلادی (۱۳۷۳ هجری شمسی) تا سال ۲۰۰۱ میلادی (۱۳۸۰ هجری شمسی) به ایران سرازیر شد.
- جمهوری اسلامی ایران از زمان برقراری صلح و امنیت نسبی در افغانستان از سال ۲۰۰۳ میلادی (۱۳۸۲ هجری شمسی) همواره تأکید بر بازگشت پناهندگان به وطن شان نموده و مکرراً یادآور بار مالی پناهندگان بر اقتصاد کشور بوده و خواستار مشارکت بیشتر جامعهٔ بین‌المللی برای کاهش این فشار می‌باشد.
- بسیاری از پناهندگان عراقی نیز درخلال درگیری‌های مختلف آن کشور طی دهه ۱۹۸۰ میلادی (۱۳۶۹–۱۳۵۹ هجری شمسی) به ایران پناه آوردند. عدهٔ کثیری از کردهای عراقی در طول جنگ اول و دوم خلیج فارس به شمال غربی ایران گریخته و درخواست پناهندگی نمودند. کمیساریای عالی در امور پناهندگان و برنامهٔ جهانی غذا سازمان ملل متحد کمک خود را از دههٔ ۱۹۸۰ میلادی برای پناهندگان افغان و از سال ۱۹۹۱ میلادی (۱۳۷۰ هجری شمسی) برای پناهندگان عراقی آغاز نمودند. عملیات کنونی برنامه جهانی غذا (۱۰۲۱۳٫۱) ادامه پروژهٔ پیشین برنامهٔ جهانی غذا به شماره ۱۰۲۱۳٫۰ می‌باشد.
- اخیراً و به واسطه ناآرامی‌های سوریه، همسایگان این کشور از جمله اردن، ترکیه و لبنان پذیرای خیل پناهجویان سوری گشته‌اند و شمار پناهجویان افغان مقیم ایران در حال کاهش است.

## اهداف برنامهٔ جهانی غذا در ایران
در راستای رسالت جهانی برنامهٔ جهانی غذا و مشروط بر دسترسی به منابع، پروژهٔ عملیات گسترده امداد و بازسازی ایران می‌کوشد تا نیازهای غذایی اصلی پناهندگان را برآورده نموده، مکانیسم مقابله‌ای آنان را تقویت و هم‌چنین از تلاش ایشان برای دستیابی به امنیت غذایی حمایت کند.
اهداف این پروژه عبارتند از:
- حصول اطمینان از تأمین نیازهای اولیهٔ غذایی پناهندگان در مهمان شهرها.
- تثبیت نرخ ثبت‌نام و تکمیل دوره برای دختران پناهنده در مقطع ابتدایی و هم‌چنین افزایش نرخ ثبت‌نام دختران در مقطع راهنمایی، ضمن اطمینان از حضور آموزگاران زن در کلاس‌ها

## کمک‌های مردمی آنلاین
امکان ارسال کمک به برنامه جهانی غذا از تمامی کارت‌های عضو شبکه شتاب به وسیله سامانه پرداخت اینترنتی بانک تجارت و بانک پارسیان وجود دارد.